# Успальята

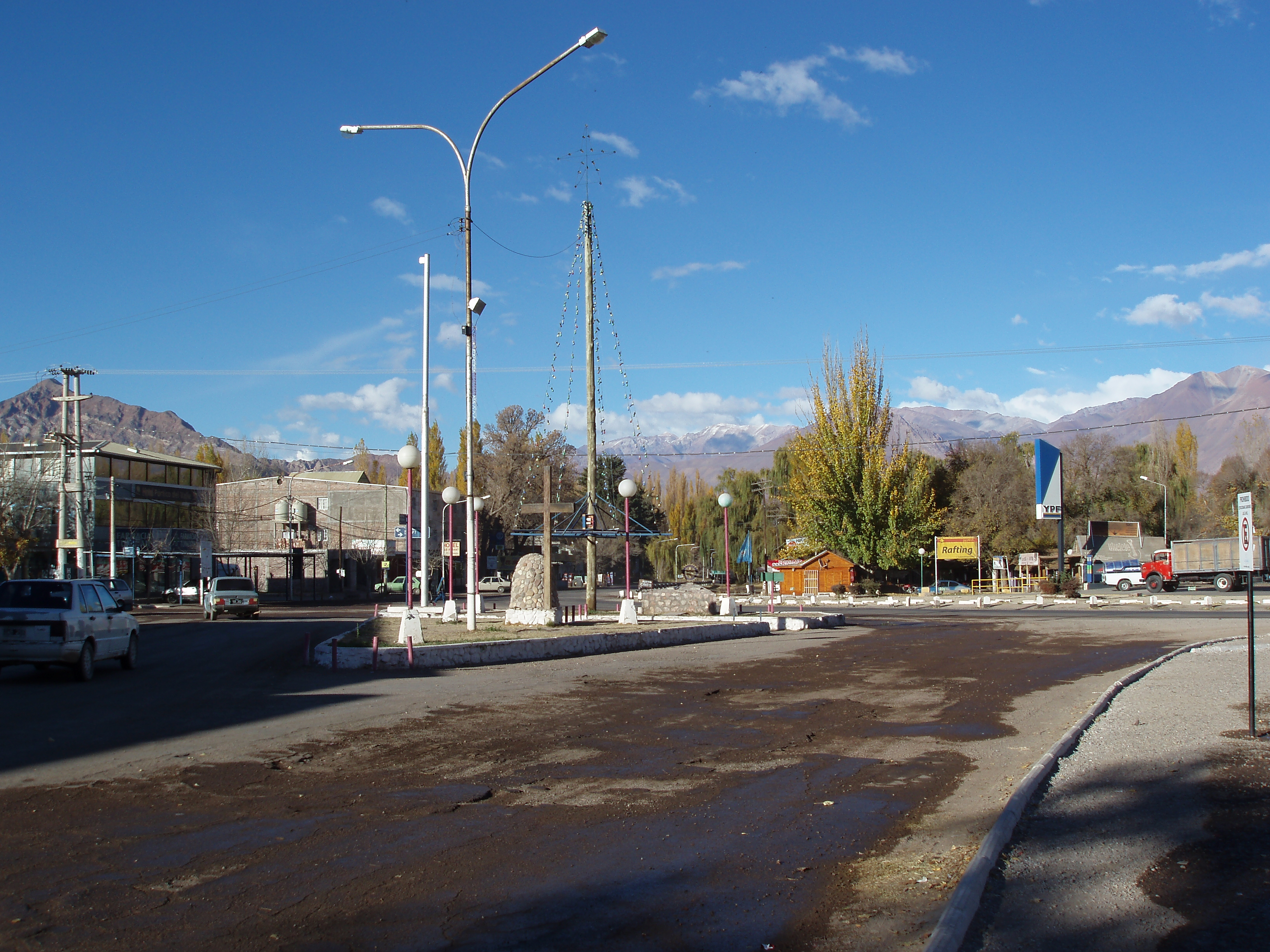
Перекрёсток в Успальяте, где сходятся региональные дороги и Панамериканское шоссе

Успальята (исп. Uspallata) — посёлок в аргентинской провинции Мендоса. Расположен на высоте около 2000 м над уровнем моря, на северном берегу реки Мендосы при впадении в неё ручьёв Сан-Альберто и Успальяты. Местность находится между Главной Кордильерой Анд (Кордильера-Фронталь) и их Прекордильерами. Вокруг неё — три горных массива: Серро-Асперо (Cerro Aspero, «Суровый холм» — 3357 м), Серро-Пенитентес (Cerro Penitentes, «Холм кающихся грешников» — 4351 м) и Cerro Tigre (Тигриный холм — 5675 м).
В Успальяте встречаются несколько шоссейных дорог: национальный маршрут No.7, являющийся участком Панамериканского шоссе и региональные дороги под номерами 13 и 52. Все три шоссе ведут на востоке к главному городу провинции Мендосе, а на западе 7-й маршрут тянется к перевалу Бермехо. До Мендосы отсюда 105 км, до Бермехо — около 90. До 1984 г. через посёлок проходила ныне закрытая Трансандинская железная дорога. Её станция расположена примерно в 10 км к югу от поселкового центра, за рекой Мендосой.
Населения в Успальяте по переписи 2008 г. — 7001 человек. Заняты разведением овощей и обслуживанием туристов, направляющихся к национальному Парку Аконкагуа.